# Seznam kanadskih smučarjev
Seznam kanadskih smučarjev.

## A
- Brigitte Acton
- Cameron Alexander
- Gary Athans

## B
- Scott Barrett
- Felix Belczyk
- Sarah Bennett
- Patrick Biggs
- Paul Boivin
- François Bourque
- Rob Boyd
- Todd Brooker
- Phil Brown
- Nick Brush
- Emily Brydon

## C
- Duncan Cook
- Julien Cousineau
- Candace Crawford
- James Crawford
- Judy Crawford
- Rob Crossan

## D
- Robbie Dixon
- David Donaldson
- Jeff Durand

## F
- Stefanie Fleckenstein
- Viviane Forest
- Allison Forsyth
- Simon Fournier
- Jeffrey Frisch

## G
- Marie-Michèle Gagnon
- Anna Goodman
- Thomas Grandi
- Valérie Grenier
- Erik Guay

## H
- Louis-Pierre Hélie
- Jan Hudec

## I
- Dave Irwin

## J
- Britt Janyk
- Michael Janyk
- Kimberly Joines
- Asher Jordan

## K
- Kathy Kreiner
- John Kucera

## L
- Julie Langevin
- Vincent Lavoie
- Shanne Leavitt
- Kerrin Lee-Gartner
- Anne-Marie Lefrançois
- Christina Lustenberger

## M
- Brent McKinlay
- Morgan Megarry
- Erin Mielzynski
- Cary Mullen
- Chad Mullen
- Sam Mulligan

## N
- Tyler Nella
- Ali Nullmeyer

## O
- Manuel Osborne-Paradis
- Carolyn Oughton

## P
- Kate Pace
- Eric Pehota
- Karen Percy
- Brittany Phelan
- Trevor Philp
- Steve Podborski
- Marie-Pier Préfontaine
- Conrad Pridy
- Morgan Pridy

## R
- Nancy Greene Raine
- Erik Read
- Jeffrey Read
- Ken Read
- Roni Remme
- Britt Richardson
- Gerry Rinaldi
- Julia Roth
- Ève Routhier
- Jean-Philippe Roy
- Shona Rubens
- Michelle Ruthven

## S
- Brodie Seger
- Riley Seger
- John Semmelink
- Ryan Semple
- Geneviève Simard
- Georgia Simmerling
- Amelia Smart
- Brad Spence
- Brian Stemmle
- Victoria Stevens
- Laurence St-Germain
- Paul Stutz

## T
- Elli Terwiel
- Gabriel Thibault
- Broderick Thompson
- Benjamin Thomsen
- Katerina Tichy
- Mikaela Tommy
- Mélanie Turgeon

## V
- Kelly Vanderbeek
- Alain Villiard

## W
- Liam Wallace
- Tyler Werry
- Lucille Wheeler
- Trevor White

## Y
- Larisa Yurkiw

## Z
- Sasha Zaitsoff
- Nick Zoricic